# Vasas-szakadéki 1. sz. barlang
A Vasas-szakadéki 1. sz. barlang a Duna–Ipoly Nemzeti Park területén található egyik barlang. A Visegrádi-hegység harmadik leghosszabb barlangja.

## Leírás
A Visegrádi-hegységben, Szentendrén nyílik. A Vasas-szakadék látható hasadékrendszerének legkeletibb barlangja. A megközelítését lásd a Vasas-szakadék megközelítésénél.
Egy 38,5 méter hosszú, 3–4 méter széles, átlagosan 10 méter magas falakkal határolt, nyitott tetejű hasadék az előtere az üregnek. E hasadék nyugati talppontjától már barlangként folytatódik a képződmény a korábbi irányt megtartva. Előbb 20 métert haladhatunk lefelé a 40 fokos lejtőn, innen viszont emelkedni kezd a járatszint és további 10 méter után harántol egy mély kereszthasadékot. E kereszthasadékban mérhető az egész rendszer legmélyebb pontja, amely 20,4 méterrel van a legmagasabb pont alatt.
A barlangfolyosó szélessége 0,4 és 1,1 méter között változik, átlagosan 70 centiméter. Helyenként kisebb (maximum 80 centiméteres) tereplépcsők, jobbára bezuhant kőtömbök tagolják. Déli fala szálkő, északi oldalát hatalmas sziklablokkok alkotják. Ugyanilyen kőtömbökből áll a főte is, közöttük helyenként 4–5 méter magasságba lehet felmászni. Egyik ilyen felnyúló hasadék közel 7 méter hosszú felső járatot képez. A barlang teljes hossza 50,2 méter, a horizontális kiterjedése 40,2 méter és a vertikális kiterjedése 20,4 méter.
Előfordul a barlang az irodalmában Kőhegyi-barlang (Kordos 1984), Kőhegyi barlang (Bertalan 1976), Vasas hasadék barlangja (Bertalan 1976), Vasas-szakadék I.sz. barlang (Eszterhás 1993), Vasas-szakadék I.sz. barlangja (Eszterhás 1989), Vasas-szakadék barlangja (Dénes 1967), Vasas-szakadéki 1. sz. barlang, Vasas-szakadéki-barlang (Kordos 1984) és Vasas-szakadék üregei neveken is.

## Kutatástörténet
Az 1967-ben kiadott Pilis útikalauz szerint a Vasas-szakadék barlangja a Vasas-szakadék Ny-i, meredeken lejtő végében található és 15 m hosszú a mindkét végén nyitott hasadékbarlang, amely eredetileg felül nyitott sziklahasadék volt, de a behullott és összetorlódott sziklatörmelék mennyezetet alakított ki. Az 1974-ben megjelent Pilis útikalauz című könyvben, a Pilis hegység és a Visegrádi-hegység barlangjainak jegyzékében (19–20. old.) meg van említve, hogy a Pilis hegység és a Visegrádi-hegység barlangjai között van a Vasas-szakadék. A Visegrádi-hegység barlangjait leíró rész szerint a Vasas turistái évtizedekkel ezelőtt a Pomáz felett emelkedő Kő-hegy É-i oldalában tektonikus hasadékot fedeztek fel. A hasadék szakadékszerű és szűk. A mély szakadék úgy tátong, mintha mesebeli óriás éles késsel kettévágta volna a sziklát. Barlang bejárata látható a szakadék meredeken lejtő Ny-i végében. Eredetileg nyílt sziklahasadék volt a Vasas-szakadék három barlangja. Mennyezetüket a felülről behullott és összetorlódott sziklatörmelék hozta létre. A három barlang közül a leghosszabb egy 15 m-es hasadékbarlang, amely mindkét végén nyitott.
Bertalan Károly 1976-ban befejezett kéziratában az olvasható, hogy a Visegrádi-hegységben és a Pilis hegységben, Szentendrén helyezkedik el a Kőhegyi barlang. A Kő-hegy É-i oldalában, a Vasas-szakadék Ny-i (Csepel-forrás felőli) végében, a kocsiúttól néhány m-rel magasabban van szűk bejárati lyuka. A barlang kb. 20 m hosszú és 6–8 m mély. Csúszásos hasadéküreg, amely egy folyosóból áll. A folyosóhoz 4 mellékág csatlakozik. A kézirat barlangra vonatkozó része 2 irodalmi mű alapján lett írva.
A Visegrádi-hegységben és a Pilis hegységben, Szentendrén helyezkedik el a Vasas hasadék barlangja. A Kő-hegy sziklás Ny-i oldalában, a Sándor-forrás felé vezető turistaút felett van bejárata. K-nek néző, 33 m hosszú nyitott szakadék Ny-i végében található a bejárat. A barlang 23 m hosszú és 1 m széles. Andezitagglomerátumban jött létre a csúszási hasadékbarlang. Veszélyes barlang, ezért bejáratához figyelmeztető táblát kell elhelyezni. A kézirat barlangra vonatkozó része 4 irodalmi mű alapján lett írva.
Az 1984-ben kiadott, Magyarország barlangjai című könyv országos barlanglistájában szerepel a Szentendre–Visegrádi-hegység barlangjai között két barlang. Az egyik barlangnak Kőhegyi-barlang, a másik barlangnak Vasas-szakadéki-barlang a neve. A listához kapcsolódóan látható a Dunazug-hegység barlangjainak földrajzi elhelyezkedését bemutató 1:500 000-es méretarányú térképen a két barlang földrajzi elhelyezkedése. A Karszt és Barlang 1989. évi különszámában publikált, angol nyelvű tanulmányban (The caves of Hungary) közölve lett, hogy a Pilis hegységben fekvő Vasas-szakadék három barlangja összesen 58 m hosszú. A három üreg andezitagglomerátumban alakult ki.
Az Eszterhás István által 1989-ben írt, Magyarország nemkarsztos barlangjainak listája című kéziratban az olvasható, hogy a Visegrádi-hegységben, a 4900-as barlangkataszteri területen, Pomázon lévő Vasas-szakadék I.sz. barlangja andezitbreccsában alakult ki. A barlang 15 m hosszú, ismeretlen magasságú, mélységű és függőleges kiterjedésű. A listában meg van említve az a Magyarországon, nem karsztkőzetben kialakult, létrehozott 220 objektum (203 barlang és 17 mesterséges üreg), amelyek 1989. év végéig váltak ismertté. Magyarországon 6 barlang keletkezett andezitbreccsában. Az összeállítás szerint Kordos László 1984-ben kiadott barlanglistájában fel van sorolva 119 olyan barlang is, amelyek nem karsztkőzetben jöttek létre. A Kárpát József által 1991-ben írt kéziratban meg van említve, hogy a Vasas-szakadék 1.sz. barlangja (Szentendre) 25 m hosszú és 10 m mély.
Az 1991-ben megjelent, A Pilis és a Visegrádi-hegység című útikalauz barlangnév nélkül említi a Vasas-szakadék három barlangját. A rövid ismertetés szerint régen a három barlang nyílt sziklahasadék volt és később alakította ki a behullott és összetorlódott sziklatörmelék mennyezetüket. Közülük a leghosszabb egy 15 m hosszú hasadékbarlang, amelynek mind a két vége nyitott. Az Eszterhás István által 1992-ben írt összeállítás szerint nem karsztbarlangok Magyarországon pl. andezitbreccsában vannak (pl. Vasas-szakadék barlangjai). Az Eszterhás István által 1993-ban írt, Magyarország nemkarsztos barlangjainak lajstroma című kézirat szerint a Visegrádi-hegységben, a 4900-as barlangkataszteri területen, Pomázon lévő Vasas-szakadék I.sz. barlang andezitbreccsában jött létre. A barlang 15 m hosszú és 15 m mély. Az összeállításban fel van sorolva az a Magyarországon, nem karsztkőzetben kialakult, létrehozott 520 objektum (478 barlang és 42 mesterséges üreg), amelyek 1993 végéig ismertté váltak. Magyarországon 12 barlang, illetve mesterségesen létrehozott, barlangnak nevezett üreg alakult ki, lett kialakítva andezitbreccsában. A Visegrádi-hegységben 33 barlang jött létre nem karsztkőzetben.
Az 1994-ben megjelent, Lychnis. Szemelvények a vulkáni kőzetekben keletkezett barlangok kutatásáról című kiadvány szerint a Magyarországon lévő olyan barlangok között, amelyek vulkanikus kőzetben jöttek létre, az 1994. nyári állapot alapján a 29. leghosszabb a Vasas-szakadék I.sz.barlang (Pomáz). A barlang andezitbreccsában alakult ki, 15 m hosszú és 15 m mély. A Vasas-szakadék IV.sz.barlang (30. leghosszabb), a Vasas-szakadék melletti barlang (31. leghosszabb) és a Kolevkai-sziklaüreg (32. leghosszabb) is 15 m hosszúak. Magyarországon 489, a Visegrádi-hegységben pedig 33 barlang található nem karsztkőzetben. Magyarországon 12 barlang alakult ki andezitbreccsában. 1996-ban Szilvay Péter kutatta át és írta le a barlangot. A barlang térképét Szabó Géza és Szilvay Péter készítették. A 2001. november 12-én készült, Magyarország nemkarsztos barlangjainak irodalomjegyzéke című kézirat barlangnévmutatójában szerepel a Vasas-szakadék I. sz. barlangja. A barlangnévmutatóban fel van sorolva 9 irodalmi mű, amelyek foglalkoznak a barlanggal. A 364. tétel nem említi, a 363. tétel említi.
A 2014. évi Karsztfejlődésben megjelent tanulmányban az olvasható, hogy a Visegrádi-hegység 3. leghosszabb barlangja az 50 m hosszú és 18,5 m mély Vasas-szakadék I. sz. barlangja, amelyet atektonikus csuszamlás hozott létre. (A 4. leghosszabb barlang, a Széchy Dénes-barlang szintén 50 m hosszú.) A szentendrei Cseresznye-hegyen hasonlóak a barlangképződés feltételei, mint a Disznós-árok É-i oldalában. A felszínen lévő durva andezitagglomerátum itt agyagos andezittufára települt, majd a rétegek észak felé megdőltek és az időnként átázó andezittufán a fedő rétegek meg-megcsúsznak. A lejtőn csúszó agglomerátumban 70–100 m-es, egymással párhuzamos, illetve ezeket kisebb-nagyobb szögben keresztező hasadékok jöttek létre.
Ezek a hasadékok több helyen felül összezáródtak, így bennük egymás közelében három atektonikus hasadékbarlang, a Vasas-szakadék I. sz. barlangja (50 m hosszú és 18,9 m mély), a Vasas-szakadék II. sz. barlangja és a Vasas-szakadék III. sz. barlangja található. A Vasas-szakadék IV. sz. barlangja kb. 200 m-re K-re van a Vasas-szakadéki 1. sz. barlangtól. Légmozgás kevés barlangban, leginkább a nagy barlangokban, például a Vasas-szakadék barlangjaiban tapasztalható. A Visegrádi-hegység 101 barlangjának egyike a Szentendrén található Vasas-szakadéki 1. sz. barlang. A publikációhoz mellékelt, a Visegrádi-hegység 10 m-nél hosszabb barlangjainak elhelyezkedését bemutató ábrán látható a barlang földrajzi elhelyezkedése. A helyszínrajzot Eszterhás István szerkesztette. A tanulmányban van egy olyan, színes fénykép, amelyen a barlang egyik része figyelhető meg.

## További irodalom
- Eszterhás István: Vulkánszpeleológia. A Magyar Karszt- és Barlangkutató Társulat tanfolyami jegyzete. Budapest, 1994. 49 old.
- Kristóf Sándor szerk.: Hétvégi túrák hazánk legszebb tájain. Budapest, 1958. 46., 48., 175., 200. old.